# Championnat de France de basket-ball de deuxième division 2022-2023
 (juillet 2022).
Si vous disposez d'ouvrages ou d'articles de référence ou si vous connaissez des sites web de qualité traitant du thème abordé ici, merci de compléter l'article en donnant les références utiles à sa vérifiabilité et en les liant à la section « Notes et références ».
Navigation
Saison 2021-2022 Saison 2023-2024

La saison 2022-2023 de Pro B est la quatre-vingt-quatrième édition du deuxième plus haut niveau du championnat de France masculine de basket-ball, la trente-sixième sous l'appellation « Pro B ». Les meilleures équipes de la division accèdent à la Betclic Élite la saison suivante.
| \| Angers Aix-les-Bains Gries Antibes Boulazac Chalon-sur-Saône Châlons Denain Évreux La Rochelle Lille Nantes Orléans Quimper St-Chamond St-Quentin St-Vallier Vichy \| Localisation des clubs engagés. |
| Angers Aix-les-Bains Gries Antibes Boulazac Chalon-sur-Saône Châlons Denain Évreux La Rochelle Lille Nantes Orléans Quimper St-Chamond St-Quentin St-Vallier Vichy                                       |

## Formule
Dix-huit clubs professionnels s'affrontent lors de la saison régulière qui se déroule du 14 octobre 2022 au 12 mai 2023 . Chaque équipe dispute trente-quatre matchs, dont dix-sept à domicile et dix-sept à l'extérieur, soit deux rencontres contre chaque adversaire de la division. À l'issue de la saison, les équipes classées 17e et 18e sont reléguées en NM1. Elles sont remplacées par les deux clubs promus de cette même division sous condition de satisfaire aux règles du contrôles de la gestion financière et au cahier des charges imposé aux clubs de Pro B. En cas de défection des clubs promus de NM1 à ces conditions, le 17e voire le 18e de Pro B peuvent être repêchés.
Le 1er du classement est directement promu en Betclic Élite pour la saison 2023-2024 et titré Champion de France Pro B. Les équipes classées de la 2e à la 8e place lors de la saison régulière sont qualifiées pour les playoffs, en compagnie du vainqueur de la Leaders Cup de Pro B, ou du 9e de saison régulière dans le cas où le vainqueur de la Leaders Cup de Pro B termine la saison régulière dans les huit premiers ou se trouve relégué en NM1.
Ce tournoi se tient après la saison régulière. Les quarts de finale opposent le deuxième de la saison régulière au vainqueur de la Leaders Cup de Pro B ou le neuvième (dans le cas où le vainqueur de la Leaders Cup de Pro B termine la saison régulière dans les huit premiers ou se trouve relégué en NM1), le troisième au huitième, le quatrième au septième et le cinquième au sixième, et se disputent au meilleur des 3 manches, au même titre que les demi-finales et la finale. L'équipe vainqueur de la finale accède à la Betclic Élite.
Ce tournoi se tient en mai et juin 2023, après la saison régulière. Le vainqueur de la saison régulière et le vainqueur des playoffs accèdent à la Betclic Élite la saison suivante.
Depuis la saison 2014-2015, les 18 équipes disputent avant la saison la Leaders Cup de Pro B. Cette compétition se déroule dans un premier temps sous forme de poules géographiques (6 poules géographiques de 3 équipes). À l'issue de la première phase, les 8 meilleures équipes disputent la phase finale (les premiers de chaque groupe et les meilleurs seconds) sont qualifiés pour les quarts de finale. La finale a lieu à Saint-Chamond en lever de rideau de la finale de la Leaders Cup de Betclic Élite. Le vainqueur se voit offrir une qualification directe pour les Playoffs d'Accession :
- si le club vainqueur est classé de 2 à 8 à la fin de la saison régulière, le club classé 9e participera aux Playoffs d'Accession.
- si le club vainqueur est classé de 9 à 16, il fera les Playoffs d'accession avec les clubs classés de 2 à 8.
- si le club vainqueur est classé 17 ou 18e à la fin de la saison régulière et relégable en NM1, il ne participera pas aux Playoffs d'Accession et sera remplacé par le 9e de la saison régulière [2].

## Clubs participants

### Clubs engagés
| Club                    | Class. 2022         | Entraîneur       | Salle                                                                 | Capacité    | Ville(s)                   |
| ----------------------- | ------------------- | ---------------- | --------------------------------------------------------------------- | ----------- | -------------------------- |
| Orléans LB              | 17e (Betclic Élite) | Germain Castano  | Palais des sports d'Orléans                                           | 3 222       | Orléans                    |
| Champagne Basket        | 18e (Betclic Élite) | Thomas Andrieux  | Reims Arena                                                           | 5 500       | Châlons-en-Champagne Reims |
| Élan sportif chalonnais | 7e                  | Savo Vučević     | Le Colisée                                                            | 4 540       | Chalon-sur-Saône           |
| Boulazac BD             | 11e                 | Alexandre Ménard | Le Palio                                                              | 5 200       | Boulazac Isle Manoire      |
| Saint-Quentin BB        | 3e                  | Julien Mahé      | Palais des Sports Pierre Ratte                                        | 3 800       | Saint-Quentin              |
| ASC Denain Voltaire PH  | 10e                 | Rémy Valin       | Salle Jean Degros                                                     | 2 500       | Denain                     |
| UJAP Quimper            | 16e                 | Laurent Foirest  | Salle omnisports Michel-Gloaguen                                      | 2 230       | Quimper                    |
| AS Alsace               | 9e                  | Julien Espinosa  | Salle des Sept Arpents Espace Sport La Foret                          | 632 1 450   | Gries Souffelweyersheim    |
| Lille MB                | 15e                 | Maxime Bézin     | Palais des sports Saint-Sauveur                                       | 1 835       | Lille                      |
| Nantes BH               | 13e                 | Jean-Marc Dupraz | La Trocardière                                                        | 4 185       | Nantes                     |
| JA Vichy-Clermont       | 8e                  | Guillaume Vizade | Palais des Sports Pierre Coulon Maison des Sports de Clermont-Ferrand | 3 300 4 534 | Vichy Clermont-Ferrand     |
| ALM Évreux              | 5e                  | Nedeljko Ašćerić | Centre Omnisports - Salle Jean Fourré                                 | 3 290       | Évreux                     |
| Aix Maurienne SB        | 12e                 | Emmanuel Schmitt | Halle Marlioz                                                         | 1 500       | Aix-les-Bains              |
| Saint-Chamond Basket    | 2e                  | Alain Thinet     | Arena Saint-Étienne Métropole                                         | 4 200       | Saint-Chamond              |
| Olympique d'Antibes     | 6e                  | Daniel Goethals  | Azur Arena Antibes                                                    | 5 249       | Antibes                    |
| Saint-Vallier BD        | 14e                 | Philippe Namyst  | Complexe sportif des deux Rives                                       | 2 132       | Saint-Vallier              |
| Étoile Angers Basket    | 1re A (NM1)         | Sylvain Delorme  | Salle Jean Bouin                                                      | 3 700       | Angers                     |
| Stade rochelais         | 5e A (NM1)          | Julien Courtey   | Salle Gaston Neveur                                                   | 1 994       | La Rochelle                |

Légende des couleurs
- Promu de NM1 2021-2022
- Relégué de Betclic Élite 2021-2022

### Équipementiers
| Équipementier      | Équipe                        | Période          | Réf.   |
| ------------------ | ----------------------------- | ---------------- | ------ |
| Adidas             | Stade rochelais basket        | 2021/2022 – 2026 | [ 4 ]  |
| Craft              | Alliance Sport Alsace         | 2021/22 –        | [ 5 ]  |
| Daömey             | ALM Évreux Basket             | 2021/22 – 2024   | [ 6 ]  |
| Hummel             | Aix Maurienne Savoie Basket   | 2022/23 – 2024   | [ 7 ]  |
| Hummel             | Champagne Basket              | 2020/21 –        | [ 8 ]  |
| Kappa              | JA Vichy-Clermont Métropole   | 2022/23 –        | [ 9 ]  |
| Kappa              | Boulazac Basket Dordogne      | 2013/14 –        | [ 10 ] |
| Kappa              | ASC Denain Voltaire PH        | 2010/21 –        | [ 11 ] |
| Kappa              | Lille Métropole Basket        | 2019/20 –        | [ 12 ] |
| Kappa              | Nantes Basket Hermine         | 2014/15 min. –   | [ 13 ] |
| Kappa              | Orléans Loiret Basket         | 2018/19 –        | [ 14 ] |
| Le Coq Sportif     | Élan sportif chalonnais       | 2022/23 –        | [ 15 ] |
| Nike               | Olympique d'Antibes           | 2021/22 –        | [ 16 ] |
| Run & Jump         | Béliers de Kemper - UJAP 1984 | 2021/22 – 2024   | [ 17 ] |
| Skills             | Étoile Angers Basket          | 2020/21 – 2023   | [ 18 ] |
| Spalding           | Saint-Quentin Basket-Ball     | ? – ?            | [ 19 ] |
| Tarmak             | Saint-Chamond Basket          | 2019/20 –        | [ 20 ] |
| Vestiaire du Sport | Saint-Vallier Basket Drôme    | 2020/21 –        | ,      |

### Classement
Source : Classement sur le site de la Ligue Nationale de Basket.
Mise à jour : 13 mai 2023
| Rang | Équipe           | %  | J  | G  | P  | Pp   | Pc   | GA   |
| ---- | ---------------- | -- | -- | -- | -- | ---- | ---- | ---- |
| 1    | Saint-Quentin    | 74 | 34 | 25 | 9  | 2679 | 2442 | 237  |
| 2    | Chalon-sur-Saône | 74 | 34 | 25 | 9  | 2693 | 2501 | 192  |
| 3    | Châlons-Reims R  | 65 | 34 | 22 | 12 | 2719 | 2546 | 173  |
| 4    | Lille            | 62 | 34 | 21 | 13 | 2915 | 2828 | 87   |
| 5    | Boulazac         | 62 | 34 | 21 | 13 | 2816 | 2741 | 75   |
| 6    | Antibes          | 59 | 34 | 20 | 14 | 2718 | 2668 | 50   |
| 7    | Orléans R        | 53 | 34 | 18 | 16 | 2823 | 2745 | 78   |
| 8    | Vichy-Clermont   | 50 | 34 | 17 | 17 | 2917 | 2830 | 87   |
| 9    | Gries-Souffel    | 50 | 34 | 17 | 17 | 2882 | 2879 | 3    |
| 10   | Évreux           | 50 | 34 | 17 | 17 | 2630 | 2684 | -54  |
| 11   | Angers P L       | 47 | 34 | 16 | 18 | 2851 | 2892 | -41  |
| 12   | La Rochelle P    | 44 | 34 | 15 | 19 | 2645 | 2625 | 20   |
| 13   | Saint-Chamond    | 41 | 34 | 14 | 20 | 2893 | 2930 | -37  |
| 14   | Denain           | 38 | 34 | 13 | 21 | 2752 | 2934 | -182 |
| 15   | Aix-Maurienne    | 35 | 34 | 12 | 22 | 2628 | 2832 | -204 |
| 16   | Nantes           | 35 | 34 | 12 | 22 | 2605 | 2708 | -103 |
| 17   | Quimper          | 35 | 34 | 12 | 22 | 2685 | 2819 | -134 |
| 18   | Saint-Vallier    | 26 | 34 | 9  | 25 | 2745 | 2992 | -247 |

| Légende :                                                           |
| - Champion de France de Pro B et promotion directe en Betclic Élite |
| - Qualification pour les playoffs d'accession en Betclic Élite      |
| - Relégation en NM1                                                 |
|                                                                     |
| P : Promu de NM1 2021-2022                                          |
| R : Relégué de Jeep Élite 2021-2022                                 |
| L : Vainqueur de la Leaders Cup Pro B                               |

Règles de classement :
1. Pourcentage de victoires (Ratio de victoires divisé par le nombre de défaites)[23]
2. Goal-average sur l'ensemble des rencontres disputées entre les équipes à départager
3. Plus grand nombre de points inscrits sur l'ensemble des rencontres disputées entre les équipes à départager
4. Goal-average sur l'ensemble du championnat entre les équipes à départager
5. Plus grand nombre de points inscrits sur l'ensemble du championnat entre les équipes à départager

### Matches
| Résultats (dom.\ext.)                                              | AIX    | ANG     | ANT    | BOU    | CHA   | CHR    | DEN    | EVR   | GRS     | LR     | LIL     | NAN   | ORL    | QUI   | STC    | STQ    | STV    | VIC    |
| Aix-Maurienne                                                      |        | 91-78   | 69-88  | 80-87  | 75-76 | 78-77  | 94-77  | 86-96 | 82-72   | 61-95  | 86-77   | 70-72 | 95-88  | 78-71 | 95-84  | 75-64  | 97-103 | 92-103 |
| Angers                                                             | 85-77  |         | 87-84  | 105-87 | 71-65 | 81-93  | 95-82  | 83-84 | 103-88  | 88-95  | 93-91   | 86-74 | 80-66  | 93-83 | 81-94  | 80-68  | 92-71  | 83-77  |
| Antibes                                                            | 70-57  | 89-75   |        | 72-83  | 56-70 | 83-65  | 93-79  | 79-59 | 86-82   | 70-65  | 87-92   | 84-60 | 81-76  | 92-80 | 86-75  | 65-87  | 85-69  | 86-79  |
| Boulazac                                                           | 86-85  | 109-102 | 83-68  |        | 78-87 | 91-87  | 97-90  | 65-62 | 87-79   | 86-70  | 82-75   | 83-79 | 76-85  | 94-69 | 84-68  | 77-49  | 85-74  | 76-79  |
| Chalon-sur-Saône                                                   | 81-64  | 82-76   | 86-79  | 87-73  |       | 81-73  | 80-67  | 77-64 | 87-88   | 67-62  | 70-74   | 73-70 | 62-63  | 75-63 | 98-79  | 68-64  | 93-58  | 88-79  |
| Châlons-Reims                                                      | 72-76  | 75-74   | 70-58  | 95-65  | 78-79 |        | 87-73  | 89-69 | 57-52   | 88-78  | 73-79   | 82-64 | 94-79  | 87-68 | 88-78  | 64-73  | 103-84 | 81-89  |
| Denain                                                             | 83-77  | 65-89   | 97-96  | 102-91 | 79-74 | 77-81  |        | 90-73 | 110-113 | 72-85  | 98-84   | 79-77 | 81-72  | 68-62 | 85-99  | 80-94  | 86-82  | 78-76  |
| Évreux                                                             | 89-74  | 82-83   | 71-62  | 80-79  | 67-60 | 60-69  | 84-64  |       | 69-89   | 71-58  | 85-81   | 86-79 | 83-95  | 86-84 | 79-71  | 67-71  | 91-75  | 75-86  |
| Gries-Souffel                                                      | 85-63  | 95-76   | 75-79  | 80-103 | 86-75 | 65-104 | 70-88  | 92-80 |         | 79-75  | 103-84  | 88-65 | 94-91  | 94-82 | 89-90  | 81-79  | 82-71  | 71-77  |
| La Rochelle                                                        | 85-65  | 83-88   | 85-78  | 77-87  | 71-81 | 62-68  | 78-69  | 86-77 | 84-103  |        | 81-85   | 59-65 | 88-106 | 78-63 | 77-55  | 79-54  | 92-79  | 69-73  |
| Lille                                                              | 91-89  | 84-73   | 83-78  | 81-74  | 70-78 | 77-74  | 82-79  | 97-79 | 84-92   | 102-76 |         | 95-93 | 81-73  | 91-69 | 93-76  | 84-102 | 101-74 | 90-70  |
| Nantes                                                             | 69-73  | 85-79   | 73-75  | 67-76  | 76-83 | 84-62  | 85-64  | 81-75 | 80-83   | 75-61  | 79-99   |       | 76-63  | 81-78 | 98-100 | 73-93  | 83-86  | 88-85  |
| Orléans                                                            | 91-84  | 98-78   | 71-80  | 74-67  | 67-84 | 82-61  | 104-78 | 86-97 | 103-74  | 80-90  | 107-71  | 80-77 |        | 83-71 | 81-84  | 67-63  | 107-85 | 77-76  |
| Quimper                                                            | 73-77  | 98-81   | 87-88  | 92-81  | 83-89 | 70-77  | 79-73  | 81-77 | 119-115 | 88-82  | 85-84   | 83-66 | 75-91  |       | 93-81  | 68-78  | 84-72  | 76-75  |
| Saint-Chamond                                                      | 90-55  | 100-80  | 96-103 | 84-93  | 93-99 | 78-80  | 98-86  | 84-86 | 100-95  | 71-74  | 81-93   | 73-83 | 94-78  | 91-86 |        | 84-73  | 90-85  | 100-91 |
| Saint-Quentin                                                      | 100-54 | 83-72   | 95-62  | 85-67  | 93-86 | 83-86  | 93-74  | 71-62 | 71-65   | 59-58  | 65-59   | 88-72 | 94-68  | 75-63 | 84-80  |        | 71-66  | 77-68  |
| Saint-Vallier                                                      | 85-68  | 94-91   | 97-101 | 95-85  | 81-83 | 72-92  | 83-93  | 69-73 | 90-86   | 77-86  | 100-94  | 78-81 | 71-77  | 72-84 | 90-89  | 83-87  |        | 85-82  |
| Vichy-Clermont                                                     | 89-86  | 100-70  | 90-75  | 77-79  | 81-69 | 84-87  | 107-86 | 88-92 | 85-77   | 95-101 | 104-107 | 86-75 | 100-94 | 94-75 | 89-83  | 85-93  | 98-89  |        |
| - Victoire à domicile - Victoire à l'extérieur - Match non disputé |        |         |        |        |       |        |        |       |         |        |         |       |        |       |        |        |        |        |

## Playoffs d'accession

### Tableau
|  | Quarts de finale | Quarts de finale | Quarts de finale | Quarts de finale | Quarts de finale |    |          | Demi-finales     | Demi-finales | Demi-finales | Demi-finales | Demi-finales |  |  | Finale | Finale           | Finale | Finale | Finale |
|  |                  |                  |                  |                  |                  |    |          |                  |              |              |              |              |  |  |        |                  |        |        |        |
|  | 2                | Chalon-sur-Saône | 82               | 78               | 77               |    |          |                  |              |              |              |              |  |  |        |                  |        |        |        |
|  | 9                | Angers           | 76               | 98               | 64               |    |          |                  |              |              |              |              |  |  |        |                  |        |        |        |
|  | 9                | Angers           | 76               | 98               | 64               |    | 2        | Chalon-sur-Saône | 87           | 84           | -            |              |  |  |        |                  |        |        |        |
|  |                  |                  |                  |                  |                  |    | 2        | Chalon-sur-Saône | 87           | 84           | -            |              |  |  |        |                  |        |        |        |
|  |                  | 5                | Boulazac         | 78               | 83               | -  |          |                  |              |              |              |              |  |  |        |                  |        |        |        |
|  | 5                | 5                | Boulazac         | 78               | 83               | -  | Boulazac | 80               | 90           | 95           |              |              |  |  |        |                  |        |        |        |
|  | 5                |                  |                  |                  |                  |    | Boulazac | 80               | 90           | 95           |              |              |  |  |        |                  |        |        |        |
|  | 6                | Antibes          | 69               | 92               | 92               |    |          |                  |              |              |              |              |  |  |        |                  |        |        |        |
|  |                  |                  |                  |                  |                  |    |          |                  |              |              |              |              |  |  | 2      | Chalon-sur-Saône | 70     | 72     | 83     |
|  |                  | 3                | Châlons-Reims    | 77               | 63               | 68 |          |                  |              |              |              |              |  |  |        |                  |        |        |        |
|  | 3                | Châlons-Reims    | 89               | 81               | 82               |    |          |                  |              |              |              |              |  |  |        |                  |        |        |        |
|  | 8                | Vichy-Clermont   | 75               | 84               | 75               |    |          |                  |              |              |              |              |  |  |        |                  |        |        |        |
|  | 8                | Vichy-Clermont   | 75               | 84               | 75               |    | 3        | Châlons-Reims    | 82           | 82           | -            |              |  |  |        |                  |        |        |        |
|  |                  |                  |                  |                  |                  |    | 3        | Châlons-Reims    | 82           | 82           | -            |              |  |  |        |                  |        |        |        |
|  |                  | 7                | Orléans          | 63               | 80               | -  |          |                  |              |              |              |              |  |  |        |                  |        |        |        |
|  | 4                | 7                | Orléans          | 63               | 80               | -  | Lille    | 85               | 71           | 89           |              |              |  |  |        |                  |        |        |        |
|  | 4                |                  |                  |                  |                  |    | Lille    | 85               | 71           | 89           |              |              |  |  |        |                  |        |        |        |
|  | 7                | Orléans          | 77               | 85               | 90               |    |          |                  |              |              |              |              |  |  |        |                  |        |        |        |

## Leaders cup

### Phase de groupes
Les 18 équipes participant au championnat sont réparties en six poules géographiques de trois équipes. Chaque équipe dispute quatre rencontres en tout (deux à domicile et deux à l'extérieur). Les équipes terminant à la première place de leur poule ainsi que les deux meilleurs deuxièmes sont qualifiés pour le tableau final.
| Poule A       | Poule B | Poule C     | Poule D        | Poule E       | Poule F          |
| ------------- | ------- | ----------- | -------------- | ------------- | ---------------- |
| Denain        | Évreux  | La Rochelle | Boulazac       | Aix-Maurienne | Alliance Alsace  |
| Lille         | Angers  | Nantes      | Saint-Chamond  | Antibes       | Chalon-sur-Saône |
| Saint-Quentin | Orléans | Quimper     | Vichy-Clermont | Saint-Vallier | Châlons-Reims    |